# روش هاعین
روش هاعین (عبری: רֹאשׁ הָעָיִן) شهری در اسرائیل است که در استان مرکز واقع شده‌است.
روش هاعین ۳۸٬۵۰۰ نفر جمعیت و کیلومتر مربع ۲۴٫۳۹ مساحت دارد.

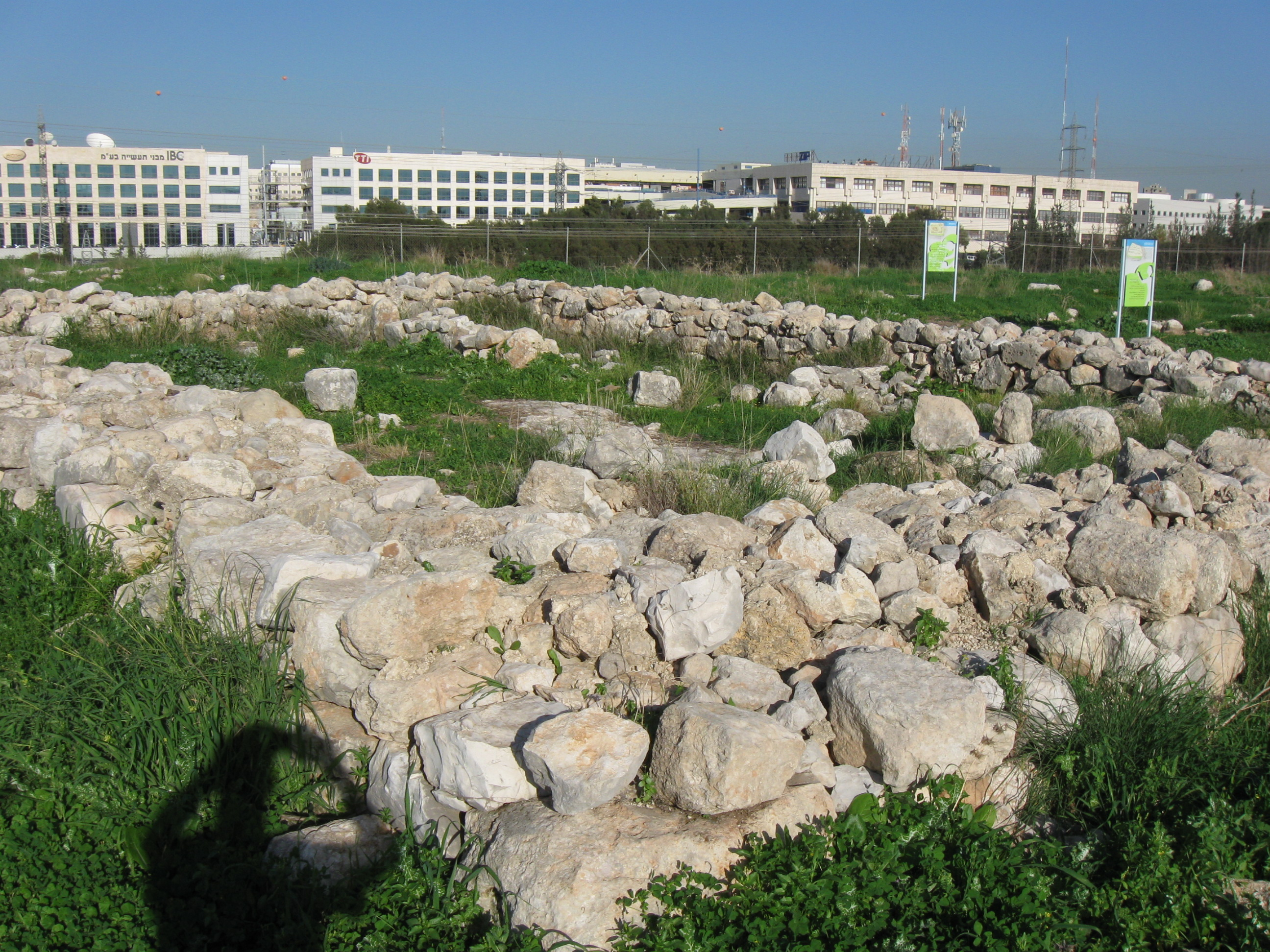

## شهرهای خواهرخوانده
| کشور                | شهر        | شهرستان / ناحیه / منطقه / ایالت |
| ------------------- | ---------- | ------------------------------- |
| ایالات متحده آمریکا | نیواورلئان | لوئیزیانا                       |
| ایالات متحده آمریکا | برمینگم    | آلاباما                         |
| جمهوری چک           | پراگ       | ناحیه پراگ                      |
| اوکراین             | اودسا      | استان اودسا                     |
| آلمان               | داخاو      | بایرن                           |
| فرانسه              | وانو       | ایل-دو-فرانس                    |
| چین                 | Cixi       | چجیانگ                          |